# 1612
Évszázadok: 16. század – 17. század – 18. század
Évtizedek: 1560-as évek – 1570-es évek – 1580-as évek – 1590-es évek – 1600-as évek – 1610-es évek – 1620-as évek – 1630-as évek – 1640-es évek – 1650-es évek – 1660-as évek
Évek: 1607 – 1608 – 1609 – 1610 –  1611 – 1612 – 1613 – 1614 – 1615 – 1616 – 1617

## Események
- január 20.–november 4. – Népfelkelés Moszkvában, mely elűzi a lengyel csapatokat.
- március 2. – A kozákok elismerik az Ál-Dmitrijt – III. Dimitrijként – cárnak.
- május 10. – Sáh Dzsahán mogul sah  feleségül veszi Mumtáz Mahalt.
- május 23/25. – A szicíliai-nápolyi flotta győzedelmeskedik a tunéziai felett La Goulette városánál.
- június 13. – II. Mátyást német-római császárrá koronázzák.[1]
- november 30. – A swally-i csata – a Brit Kelet-indiai Társaság és portugál csapatok között –, amely brit győzelemmel ér véget.

## Születések
- február 9. – Pier Francesco Mola svájci születésű itáliai festő, grafikus († 1666)
- június 16. – IV. Murád, az Oszmán Birodalom szultánja († 1640)

## Halálozások
- január 20. – Rudolf magyar király, német-római császár (* 1552)
- március 29. – Szamosközy István (latinosan Zamosius) történetíró (* 1570)
- június 8. – Hans Leo Hassler német zeneszerző és orgonista (* 1564)
- október 16. – Michael Weiss, Brassó főbírája, krónikaíró (* 1569)